# Aero Portuguesa
Die Aero Portuguesa (AP) war eine portugiesische Fluggesellschaft mit Sitz in Lissabon. Insbesondere ihre Linie Casablanca–Lissabon erreichte durch die Schlussszene im Film Casablanca Bekanntheit.

## Geschichte
Die AP wurde am 22. Juni 1934 durch Kapitän João Júdice de Vasconcelos gegründet. Ihren Sitz hatte die AP in der Rua do Alecrim in Lissabon. Das Gründungskapital stellte überwiegend der Unternehmer António de Medeiros e Almeida, der seit 1924 Morris-Automobile importierte. Hauptaktionär wurde die Air France. Die AP war der erste Anbieter regelmäßiger Fluglinien in Portugal, nachdem die 1927 mit deutscher Beteiligung gegründete Serviços Aéreos Portugueses (SAP) als erste kommerzielle Fluggesellschaft Portugals bereits Flüge nach Sevilla und Madrid anbot. Am 14. Oktober 1934 nahm die Aero Portuguesa ihren Flugbetrieb auf, mit einem Flug vom Parque Aeronáutico de Alverca nach Tanger in Marokko, mit der von der Air France gecharterten Fokker-Maschine Joyeuse.
In der politisch schwierigen Zeit des Zweiten Weltkriegs erlangten die Verbindungen der AP einige Bedeutung. So war das neutrale Portugal und insbesondere seine Hauptstadt Lissabon nicht nur ein Zentrum der internationalen Spionage, sondern auch ein wichtiges Drehkreuz für Flüchtlinge und Emigranten. Mit ihren Verbindungen insbesondere nach Marokko (neben dem spanischen Tanger vor allem ins französische Casablanca) gelang es dem neutralen Portugal, eine Verbindung in ein Gebiet der Alliierten zu unterhalten.
Auch Verbindungen nach Westafrika (Dakar) und von dort weiter nach Südamerika (Brasilien, Argentinien, Chile) betrieb die AP. Neben dem Passagierdienst war der Posttransport und der Frachtdienst Teil des Geschäftsmodells der AP. Weitergehende Pläne zur Ausweitung des Flugplans konnten jedoch durch die Neutralität Portugals nicht umgesetzt werden.
Die AP flog zwischen 1934 und 1953, um danach aufgelöst und in die Transportes Aéreos Portugueses (TAP), die nationale Fluggesellschaft Portugals, integriert zu werden.

## Flotte
- Farman
- Fokker F.VII
- Junkers Ju 52
- Lockheed Model 18
- Wibaut 280-T